# Robustez (evolución)

Una red de genotipos ligados por mutaciones. Cada genotipo se compone de 3 genes: a, b y c. Cada gen puede ser uno de los dos alelos. Las líneas unen diferentes fenotipos por mutación. El fenotipo está indicado por el color. Los genotipos abc, Abc, aBc y abC se encuentran en una red neutral, ya que todos tienen el mismo fenotipo oscuro. El genotipo abc es robusto ya que cualquier mutación individual conserva el mismo fenotipo. Otros genotipos son menos robustos ya que las mutaciones cambian el fenotipo (por ejemplo, ABc).

La robustez de un sistema biológico (también llamada robustez biológica o genética) es la persistencia de cierta característica o rasgo en un sistema bajo perturbaciones o condiciones de incertidumbre. La robustez en el desarrollo se conoce como canalización. Según el tipo de perturbación involucrada, la robustez puede clasificarse como robustez mutacional, ambiental, de recombinación genética o de comportamiento, etc. La robustez se logra a través de la combinación de muchos mecanismos genéticos y moleculares y puede evolucionar por selección directa o indirecta. Se han desarrollado varios sistemas modelo para estudiar experimentalmente la robustez y sus consecuencias evolutivas. 

## Clasificación

### Robustez mutacional
La robustez mutacional (también llamada tolerancia a la mutación) describe hasta qué punto el fenotipo de un organismo permanece constante a pesar de la mutación. La robustez puede medirse empíricamente para varios genomas y genes individuales al inducir mutaciones y medir qué proporción de mutantes retienen el mismo fenotipo, función o aptitud. Más generalmente, esto se conoce como la distribución de los efectos de la condición física de la mutación (es decir, las frecuencias de diferentes formas físicas de mutantes). Las proteínas investigadas hasta ahora han demostrado una tolerancia a mutaciones de aproximadamente el 66% (es decir, dos tercios de las mutaciones son neutrales).
Por el contrario, la robustez mutacional medida de los organismos varía ampliamente. Por ejemplo,> 95% de las mutaciones puntuales en C. elegans no tienen un efecto detectable e incluso el 90% de las inactivaciones genéticas únicas en E. coli no son letales. Sin embargo, los virus solo toleran el 20-40% de las mutaciones y, por lo tanto, son mucho más sensibles a las mutaciones.

### Robustez ambiental
En diferentes entornos, la adaptación perfecta a una condición puede venir a expensas de la adaptación a otra. En consecuencia, la presión de selección total en un organismo es la selección promedio en todos los entornos ponderada por el porcentaje de tiempo empleado en ese entorno. Por lo tanto, el entorno variable puede seleccionar la robustez ambiental en la que los organismos pueden funcionar en una amplia gama de condiciones con pocos cambios en el fenotipo o la aptitud (biología). Algunos organismos muestran adaptaciones para tolerar grandes cambios de temperatura, disponibilidad de agua, salinidad o disponibilidad de alimentos. Las plantas, en particular, no pueden moverse cuando el entorno cambia y, por lo tanto, muestran una gama de mecanismos para lograr la solidez ambiental. De manera similar, esto se puede ver en las proteínas como tolerancia a una amplia gama de solventes, concentraciones de iones o temperaturas. 

## Causas genéticas y moleculares

Red metabólica eucariótica central. Los círculos indican metabolitos y las líneas indican conversiones por enzimas. Muchos metabolitos pueden producirse a través de más de una ruta, por lo que el organismo es robusto a la pérdida de algunas enzimas metabólicas.

Los genomas mutan por el daño ambiental y la replicación imperfecta, sin embargo, muestran una tolerancia notable. Esto proviene de la robustez tanto a nivel del genoma como a nivel de proteínas. 

### Robustez mutacional del organismo
Hay muchos mecanismos que proporcionan robustez al genoma. Por ejemplo, la redundancia genética reduce el efecto de las mutaciones en cualquier copia de un gen de copias múltiples. Además, el flujo a través de una vía metabólica suele estar limitado por solo algunos de los pasos, lo que significa que los cambios en la función de muchas de las enzimas tienen poco efecto sobre la aptitud física. De manera similar, las redes metabólicas tienen múltiples vías alternativas para producir muchos metabolitos clave.

### Robustez mutacional de la proteína
La tolerancia a la mutación de proteínas es el producto de dos características principales: la estructura del código genético y la robustez estructural de las proteínas. Las proteínas son resistentes a las mutaciones porque muchas secuencias se pueden plegar en pliegues estructurales muy similares. Una proteína adopta un conjunto limitado de conformaciones nativas porque esos conformadores tienen menos energía que los estados desplegados y mal plegados (ΔΔG de plegado). Esto se logra mediante una red interna distribuida de interacciones cooperativas (hidrófobas, polares y covalentes). La robustez estructural de la proteína resulta de que pocas mutaciones individuales son lo suficientemente disruptivas para comprometer la función. Las proteínas también han evolucionado para evitar la agregación ya que las proteínas parcialmente plegadas pueden combinarse para formar grandes fibrillas y masas de proteínas insolubles y repetitivas. Hay evidencia de que las proteínas muestran características de diseño negativas para reducir la exposición de los motivos de hoja beta propensos a la agregación en sus estructuras. Además, existe cierta evidencia de que el código genético en sí mismo puede optimizarse de tal manera que la mayoría de las mutaciones puntuales conducen a aminoácidos similares (conservadores). Juntos, estos factores crean una distribución de los efectos de aptitud física de las mutaciones que contiene una alta proporción de mutaciones neutrales y casi neutrales.

## Consecuencias evolutivas
Dado que los organismos están constantemente expuestos a perturbaciones genéticas y no genéticas, la robustez es importante para garantizar la estabilidad de los fenotipos . Además, bajo el equilibrio mutación-selección, la solidez mutacional puede permitir que se acumule una variación genética críptica en una población. Aunque fenotípicamente neutrales en un entorno estable, estas diferencias genéticas pueden revelarse como diferencias de rasgos en una forma dependiente del entorno (capacitancia evolutiva), lo que permite la expresión de un mayor número de fenotipos hereditarios en poblaciones expuestas a un entorno variable.
Ser robusto puede incluso ser favorecido a expensas de la condición física total como una estrategia evolutivamente estable (también llamada supervivencia del más plano). Un pico alto pero estrecho de un paisaje de aptitud física confiere una buena aptitud física pero una robustez baja, ya que la mayoría de las mutaciones llevan a una pérdida masiva de la aptitud física. Las altas tasas de mutación pueden favorecer a la población de picos de condición física más bajos pero más amplios. Los sistemas biológicos más críticos también pueden tener una mayor selección de robustez, ya que las reducciones en la función son más perjudiciales para la aptitud física. Se cree que la robustez mutacional es un factor determinante de la formación de especies teóricas virales. 

### Robustez mutacional emergente

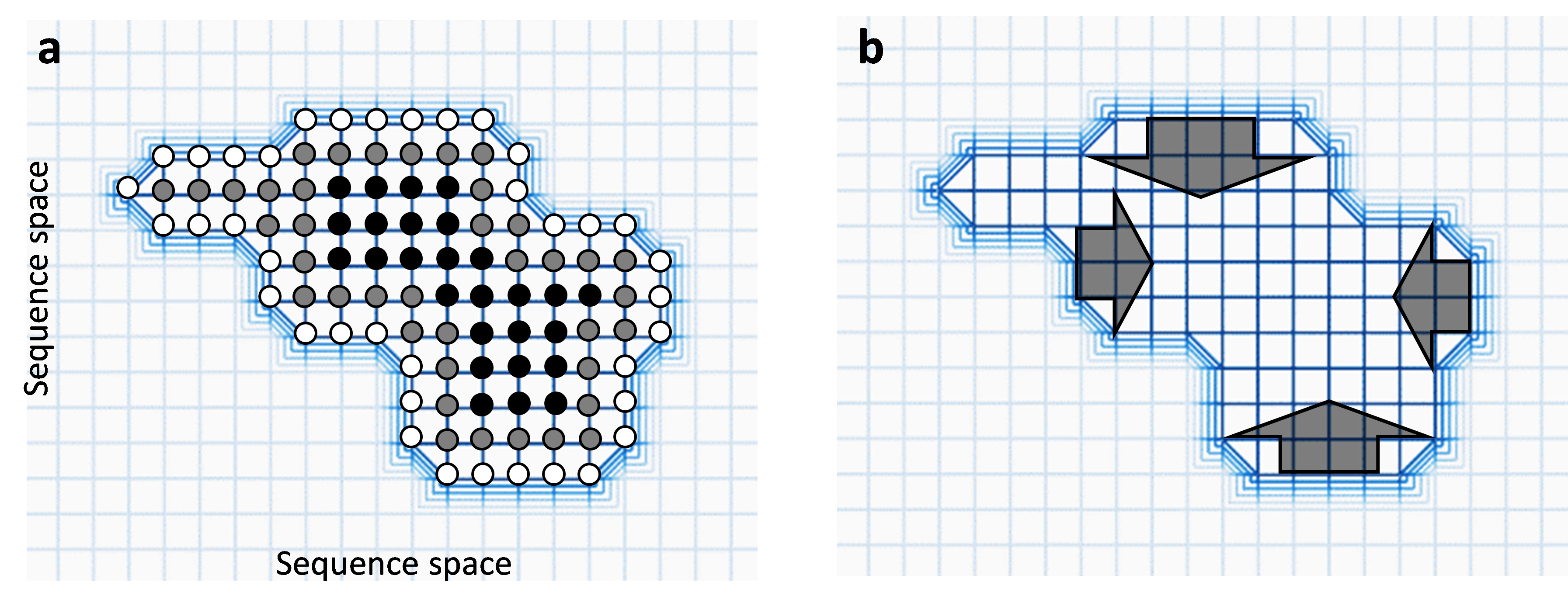
Cada círculo representa una variante genética funcional y las líneas representan mutaciones puntuales entre ellos. Las regiones de rejilla claras tienen una condición física baja, las regiones oscuras tienen una condición física alta. (a) Los círculos blancos tienen pocos vecinos neutrales, los círculos negros tienen muchos. Las regiones de cuadrícula ligeras no contienen círculos porque esas secuencias tienen una condición física baja. (b) Dentro de una red neutral, se predice que la población evolucionará hacia el centro y lejos de los "acantilados de acondicionamiento físico" (flechas oscuras).

La selección natural puede seleccionar directa o indirectamente por robustez. Cuando las tasas de mutación son altas y el tamaño de la población es grande, se prevé que las poblaciones se trasladen a regiones más densamente conectadas de la red neutra, ya que las variantes menos robustas tienen menos descendientes mutantes supervivientes. Las condiciones bajo las cuales la selección podría actuar para aumentar directamente la robustez mutacional de esta manera son restrictivas y, por lo tanto, se cree que dicha selección se limita a solo unos pocos virus y microbios tienen un gran tamaño de población y una alta mutación tarifas Dicha robustez emergente se ha observado en la evolución experimental del citocromo P450s y la β-lactamasa. Por el contrario, la robustez mutacional puede evolucionar como un subproducto de la selección natural para la robustez de las perturbaciones ambientales.

### Robustez y evolucionabilidad
Se ha pensado que la robustez mutacional tiene un impacto negativo en la capacidad de evolución porque reduce la accesibilidad mutacional de fenotipos hereditarios distintos para un genotipo único y reduce las diferencias selectivas dentro de una población genéticamente diversa. Sin embargo, contrariamente a la intuición, se ha planteado la hipótesis de que la solidez fenotípica hacia las mutaciones en realidad puede aumentar el ritmo de la adaptación fenotípica hereditaria cuando se observa durante largos períodos de tiempo.
Una hipótesis sobre cómo la robustez promueve la capacidad de evolución en poblaciones asexuales es que las redes conectadas de genotipos neutrales para la aptitud física dan como resultado una robustez mutacional que reduce la accesibilidad de nuevos fenotipos hereditarios en escalas de tiempo cortas. Durante periodos de tiempo más largos, la mutación neutral y la deriva genética hacen que la población se extienda sobre una red neutral más grande en el espacio de genotipos. Esta diversidad genética le da a la población acceso mutacional a un mayor número de fenotipos hereditarios distintos que se pueden alcanzar desde diferentes puntos de la red neutral. Sin embargo, este mecanismo puede estar limitado a fenotipos dependientes de un solo locus genético; para los rasgos poligénicos, la diversidad genética en las poblaciones asexuales no aumenta significativamente la capacidad de evolución.
En el caso de las proteínas, la robustez promueve la evolvibilidad en forma de un exceso de energía libre de plegamiento. Dado que la mayoría de las mutaciones reducen la estabilidad, un exceso de energía libre de plegado permite la tolerancia de mutaciones que son beneficiosas para la actividad pero que de otro modo desestabilizarían la proteína. 
En las poblaciones sexuales, la robustez conduce a la acumulación de variaciones genéticas crípticas con alto potencial evolutivo.
La capacidad de evolución puede ser alta cuando la robustez es reversible, con una capacitancia evolutiva que permite un cambio entre la alta robustez en la mayoría de las circunstancias y la baja robustez en momentos de estrés.

## Métodos y sistemas modelo
Hay muchos sistemas que se han utilizado para estudiar la robustez. Los modelos in silico se han utilizado para modelar la estructura secundaria del ARN, los modelos de red de proteínas o las redes de genes. Los sistemas experimentales para genes individuales incluyen la actividad enzimática del citocromo P450, β-lactamasa, ARN polimerasa, y LacI se han utilizado. Se ha investigado la robustez de todo el organismo en la aptitud del virus de ARN, quimiotaxis bacteriana, aptitud de Drosophila, red de polaridad de segmento, red neurogénica y gradiente de proteína morfogenética ósea, aptitud de C. elegans y desarrollo de la vulva y reloj circadiano de los mamíferos.